# 抑圧 (社会科学)
抑圧（よくあつ）とは、社会や政治に参加する能力を制限する事を意味する社会科学の用語である。政治的な抑圧は、政治的理由のために個人または集団を圧迫もしくは迫害する。その例としては、政治的な差別方針、情報監視の乱用、警察の残虐行為、投獄、市民の権利の制限、殺人、拷問、強制的な社会的消失などがある。また、政治活動家や政治に対する反対者ないし政敵の法廷内外における処罰のような行為によっても表される。
政治的な抑圧が是認される場合には、それは国家的テロリズムまたは大量虐殺を構成する。体系的で著しい政治的抑圧は、独裁政権、全体主義国家の典型的な特徴である。そのような制度下においては、秘密警察、軍隊によって政治的抑圧の状態が導かれるであろう。
政治的な抑圧は政府により承認される場合がある。例えば、アメリカ合衆国では以前はジョン・エドガー・フーバーなどによりFBIでは独裁状態が続いていた。また、以前のソビエト連邦では国内の政敵に関して公式に法律上の方針として抑圧が行われており、また現在のロシアもアレクサンドル・リトビネンコの死など同様の現象がしばしば指摘される。北朝鮮、あるいは韓国などでも同様の指摘はある。
アレクシ・ド・トクヴィルは著書『アメリカのデモクラシー』において、19世紀初頭のアメリカで人々が政府による報復への恐怖からではなく、社会的圧力のために自由に話すのをためらうと観察し、個人が不人気な意見を発表するとき、その人は彼の共同体からの軽蔑に直面するか、または乱暴な反応を受けるかもしれない。このタイプの言論の抑圧を防ぐことは政府からの抑圧を防ぐよりさらに難しい、としている。